# Dacrycarpus dacrydioides
Dacrycarpus dacrydioides — вид хвойних рослин родини подокарпових. (маорі) називають цей вид Кахікатея. Це найбільший вид в роді.
Видовий епітет вказує на подібність до Dacrydium.

## Опис
Дерево до 50 м і більше у висоту і 150 см діаметра, часто рифлене, стовбур вільний від гілля до значної висоти. Дорослі й півдорослі дерева мають конічну крону. Кора темно-сіра, відшаровується на великі, овальні лусочки. На саджанцях неповнолітні листки до 1-2 м, коли можуть з'явитися напів-дорослі або дорослі листки. Етапи неповнолітніх, напів-дорослих і дорослих листків часто зустрічаються разом на одному дереві. Неповнолітні листки 3-7 × 0,5-1 мм. Дорослі листки довжиною 1-2 мм, від ланцетно-шилоподібних до загострених, з широкою основою. Пилкові шишки довжиною до 1 см. Насіння поодиноке, верхівкове, на коротких гілочках, верхні 2-3 листків утворюють особливі судини, червоні, опухлі і соковиті, коли в плодах. Чоловічі дерева світиться слабко-помаранчевим, коли шишки є зрілими, жіночі дерева руді, коли ягодоподібні судини дозріли. Насіння завдовжки 4-5 мм, широко яйцеподібні, чорні, горіхоподібні.

## Поширення, екологія
Країни поширення: Нова Зеландія (Північ., Південна о-ви). Вид є панівним деревом в рівнинних подокарпових лісах. Залишки цих лісів в даний час практично обмежуються лісовим фондом на крутій місцевості на висотах до 600 м над рівнем моря. Це змішані хвойно-покритонасінні ліси із зазвичай домінуванням Agathis australis (тільки на крайній півночі Нової Зеландії), та Dacrydium cupressinum, Podocarpus totara, Podocarpus cunninghamii, Prumnopitys taxifolia, Prumnopitys ferruginea, Halocarpus bidwillii, Manoao colensoi, Phyllocladus trichomanoides. Покритонасінні дерев в цих лісах, наприклад, Beilschmiedia tarairi, Laurelia novae-zelandiae (в болотистих місцях), Metrosideros robusta і особливо на Південному острові Nothofagus. Чагарники і деревоподібні папороті (Cyathea, Dicksonia), а також епіфіти багатьох видів можуть бути в достатку в цих вологих вічнозелених лісах в субтропічному й помірно теплому кліматі.

## Використання
Широко вирубують разом з іншими видами і насилу розрізняють в торгівлі деревиною від інших подокарпових дерев. Використовують для столярних робіт, підлоги й панелей в будинках, ручок інструментів і т.д. Сьогодні цей вид має практично повний захист і, отже, його деревиною більше не торгують.

## Загрози та охорона
Минуле зниження, безсумнівно, сталося через необмежену лісозаготівлю і знищення лісів для ведення сільського господарства. Як рідне для Нової Зеландії дерево цей вид нині захищений від вирубок відповідно до законодавства. Кілька популяції ростуть на охоронних територіях, інші знаходяться на приватній землі. Природне поновлення йде добре.